# Torre Güi
La torre Güi, también llamada torre Guil o torre del Morche es una torre vigía o torre almenara catalogada por el Ministerio de Educación, Cultura y Deporte . Está situada en la localidad de El Morche, en el municipio de Torrox, (provincia de Málaga, España). 